# ゲットアンプドR
ゲットアンプドRは2006年にオープンβテストを開始したサイバーステップのゲームである。
ゲームモードは最高16人までが可能なトーナメントモードと最高3人までで様々なクエストをクリアしていくチャレンジモードがある。
持ち込んだり、ステージ中に落ちているものを拾って利用できる角材やチェーンソーなどの様々なアイテムや、独自の技や特殊効果を持つアクセサリーと呼ばれる装備品を使うことで多様な戦いを繰り広げられることが特徴。
また、自身のアバターを、ショップで販売されている衣装や髪型で装飾できる他、既存の衣装や髪型に手を加えてオリジナルのキャラクターを作り出せるスキンシステムもウリの一つ。